# Odd Size Baggage
Odd Size Baggage é o terceiro álbum da banda portuguesa Micro Audio Waves. Participam, como músicos convidados, Francisco Rebelo (Cool Hipnoise, Spaceboys) no baixo, e Samuel Palitos (Flux, Wordsong, Rádio Macau) na bateria.

## Faixas
1. do this do that
2. future smile
3. curl like a cannon ball
4. 2night (u & i)
5. that's me man, half a man
6. shadow of things
7. odd size baggage
8. russian connection
9. down by flow
10. at the age of five
11. long tongue
12. by & with

## Créditos
- Flak
- Carlos Morgado
- Cláudia Efe (voz)